# Trogfurter Brücke

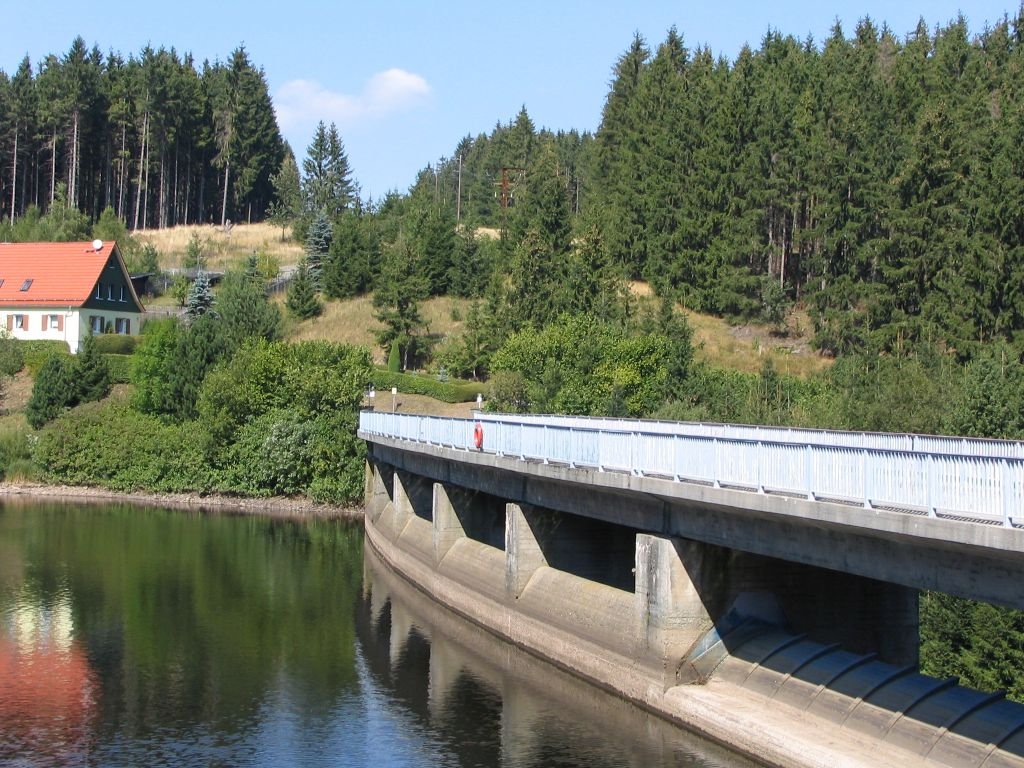
Unweit dieser Staumauer befand sich die Trogfurter Brücke

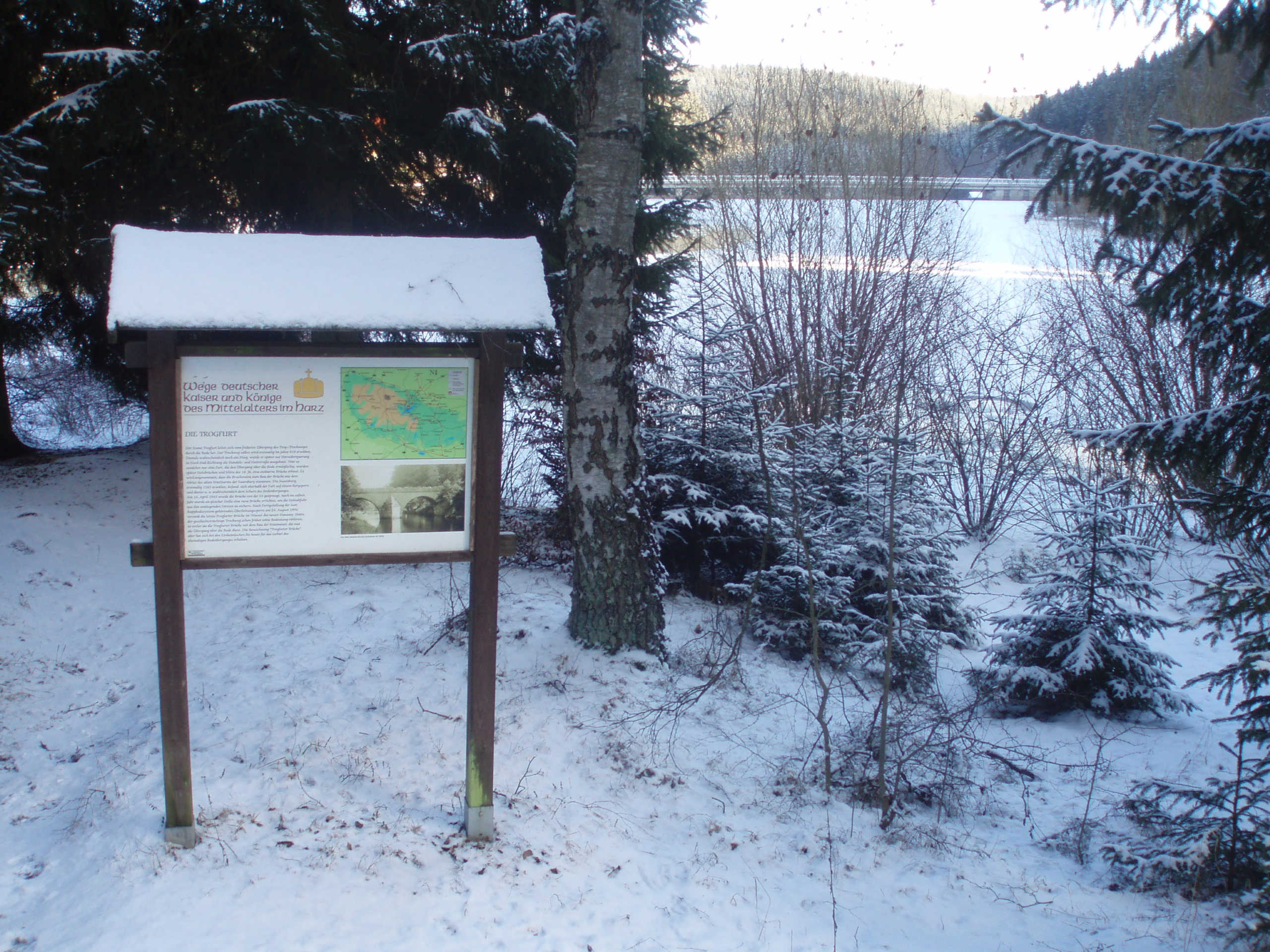
Hinweistafel nahe der früheren Trogfurt, 2013

Text der Hinweistafel, 2025

Die Trogfurter Brücke, auch als (Große) Trogfurt(h)er Brücke bezeichnet, war ein historisches Baudenkmal bei Königshütte im heutigen Landkreis Harz in Sachsen-Anhalt. Sie wurde 1739/40 als Steinbrücke erbaut, am 14. April 1945 gesprengt und noch im gleichen Jahr durch eine moderne Brücke ersetzt. Die Brücke wurde überflüssig, nachdem die Talsperre Königshütte (Überleitungssperre Königshütte) 1956 fertiggestellt war.

## Geschichte
Der Name leitet sich von der Großen Trogfurt ab, die wiederum vom Trog-/Tockweg hergeleitet wird, der im Rahmen einer Furt früher eine Querung des Saale-Zuflusses Bode bildete und 919 erstmals erwähnt wurde.
Die aus Bruchsteinen in den Jahren 1739/40 über die Bode errichtete Trogfurter Brücke entstand an einer Furt am Königsstieg, eine der ältesten deutschen Heer- und Handelsstraßen, die Italien mit Skandinavien verband. Die Brücke diente auch der Holzabfuhr. Vermutlich stammten die Brückensteine aus dem abgerissenen Wartturm der einstigen Susenburg, die auf einem etwa 800 m nordöstlich der Brücke befindlichen Bergsporn stand und wahrscheinlich dem Brückenschutz diente.
Knapp einen Monat vor Ende des Zweiten Weltkriegs wurde die Brücke am 14. April 1945 von der SS gesprengt. Noch im selben Jahr entstand eine moderne Brücke aus Stahlbeton und Holz. Diese wurde überflüssig, nachdem die Errichtung der Talsperre Königshütte am 24. August 1956 vollendet war, deren Staumauer wenige Meter östlich und damit unterhalb des alten, aber nun von Wasser überspülten Brückenstandortes steht. Als Bodeübergang dient nun die Krone der insgesamt 18,2 m hohen Staumauer (424,9 m ü. NHN).

## Wandern
Die einstige Trogfurter Brücke ist als Nr. 42 in das System der Stempelstellen der Harzer Wandernadel einbezogen; die Stempelstelle befindet sich am Südende der Staumauer (⊙) der Talsperre Königshütte. Von dort kann man auf einem etwa 6 km langen Rundweg um den Stausee und unter anderem auf die nahe Hochfläche Lange, zur nahen Burgruine Königsburg und zum nahen Burgstall Susenburg wandern.